# دهستان لیشتر
لیشتر، دهستانی است از توابع بخش مرکزی شهرستان گچساران در استان کهگیلویه وبویراحمد ایران است.

## جمعیت
براساس سرشماری سال ۱۳۸۵ جمعیت آن ۸٬۲۴۱ نفر (۱٬۷۳۵ خانوار) بوده‌است.
طبق تصویرنامه راجع به تعاریف و ضوابط تقسیمات در شهرستان گچساران هیئت وزیران در جلسه مورخه ۱۳۶۵/۲/۲ بنابه پیشنهاد شماره ۵۳-۵-۱-۷۶۸۲ مورخه ۱۳۶۵/۸/۲۰ وزارت کشور در اجرای ماده ۱۳ قانون تعاریف و ضوابط تقسیمات کشوری مصوب تیرماه ۱۳۶۲ مجلس شورای اسلامی و به استناد ماده ۳۱ آئین‌نامه اجرایی قانون مذکور مصوب مهرماه ۱۳۶۵ و طبق ماده ۳ قانون مذکور و تبصره‌های ذیل آن تصویب نموده‌اند.